# Allan Schofield
Allan Schofield (26 januari 1957) is een hockeydoelman uit India. 
Schofield verloor met de Indiase ploeg de finale van de Aziatische Spelen van aartsrivaal Pakistan.
Tijdens de door afzeggingen geteisterde Olympische Spelen 1980 in Moskou won Schofield met de Indiase ploeg de gouden medaille.

## Erelijst
- 1978 –  Aziatische Spelen in Bangkok
- 1980 –  Olympische Spelen in Moskou